# Cas final
El cas final és un cas gramatical emprat per a marcar una causa final (ex. "per una casa"). Les llengües semítiques abans tenien aquest cas, però totes el van perdre.